# Треозо-нуклеиновая кислота
Треозо-нуклеиновая кислота (ТНК) (англ. TNA, Threose nucleic acid) — искусственно синтезированный полимер, аналогичный ДНК или РНК. В природе не обнаружена.
Остов ДНК и РНК состоит из сахаров дезоксирибозы и рибозы соответственно. В отличие от них, остов ТНК состоит из чередующихся мономеров треозы (треоза — один из простейших сахаров с формулой C4H8O4) и фосфатов. Молекула треозы легче полимеризуется, чем рибоза, что делает ТНК возможным предшественником РНК.
ТНК способна образовывать с ДНК комплексы ТНК/ДНК, в частности, смешанная цепь ТНК/ДНК успешно синтезирована в лабораторных условиях с использованием ДНК-полимеразы.

## Кандидат на эволюционный предшественник РНК
ТНК является наиболее важным кандидатом на эволюционный предшественник РНК. Треозa — это молекула, намного более простая, чем рибоза, она может быть создана путем (абиотического) слияния двух идентичных двухуглеродных частиц, что делает более вероятным самопроизвольное образование TNA в «первичном бульоне» и устраняет еще одно концептуальное препятствие в теории биогенеза. Кроме того, было подтверждено, что молекулы ТНК могут комплементарно связываться с двухцепочечной спиралью как друг с другом, так и с молекулами РНК и ДНК.
ТНК приобрела популярность в качестве предшественника РНК ввиду невозможности получить рибозу (часть РНК) путем абиотического синтеза, поскольку это соединение содержит реакционноспособную карбонильную группу. Оказалось, однако, что рибозу можно получить в присутствии бора в качестве стабилизатора. Эксперимент был успешно проведен в Научно-техническом институте Вестхаймера.